# Rhodostrophia rhodospania
Rhodostrophia rhodospania là một loài bướm đêm trong họ Geometridae.